# 지방도 제310호선
지방도 제310호선은 경기도 화성시 우정읍 화수리 화수사거리와 용인시 처인구 남사읍 봉명리를 잇는 경기도의 지방도이다. 조암 나들목을 통해 평택시흥고속도로로 진입할 수 있다.

## 연혁
- 2005년 3월 28일 : 기존 지방도 제310호선인 '삼송 ~ 장남선'을 폐지[1]
- 2005년 3월 28일 : 지방도 제310호선을 새로 지정[2]
- 2007년 7월 2일 : 오산 ~ 남사간 도로(오산시 고현동 ~ 용인시 남사면 봉명리) 2.1 km 구간 개통[3]
- 2014년 4월 21일 : 오산 ~ 남사간 도로(오산시 고현동 ~ 평택시 진위면 동천리) 2.0 km 구간 개통[4]
- 2018년 5월 31일 : 오산 ~ 남사간 도로(용인시 남사면 봉명리 ~ 진목리) 3.308 km 구간 개통[5]
- 2021년 1월 16일 : 국도 제82호선 우정 ~ 장안 ~ 발안간 도로와 접속하는 장안교차로 개설로 이설된 화성시 장안면 석포리 420m 구간 폐지[6]

## 주요 경유지
- 화성시
  - 우정읍 화수사거리 - 주곡리 - 금의 교차로 - 주곡 교차로
  - 장안면 조암 나들목(조암 교차로) - 석포리 - 화성장안초등학교 석포분교
  - 팔탄면 서근리 - 서근육교 - 서근교차로 - 서근리산업단지 - (덕우리입구) - 브론코병원 - 덕우리 - 온천삼거리 - 덕천리 - (화성온천) - 율암온천 - 율암리 - 팔탄검문소앞 교차로 - 구장삼거리 - 구장 교차로 - 팔탄초등학교 - 팔탄농협 - 청호인재개발원
  - 봉담읍 덕우리 - 덕우교 - 팔탄입구삼거리 (미개통 구간 : 덕리)
  - 정남면 (미개통 구간 : 백리) - (백1리) - 문학리 - 정남면행정복지센터 - 신리 - 신리사거리 - (정남2교 남단) - 발산리 - 용수교 - 용수리 - (정남119안전센터) - 고지리 - 내리
- 오산시
  - 남촌동 가장제2일반산업단지 - 가장산업단지 - 가장동 - 가장 교차로 - 궐동 - 청학동 - 남촌오거리 - 남촌대교
  - 중앙동 남촌대교 - 남촌동다리앞 교차로 - 오산동 - 오산시민회관 - 운동장사거리 - 중앙동행정복지센터 - 롯데마트 오산점 - 롯데마트사거리
  - 대원동 롯데마트사거리 - 신양아파트앞 교차로 - 원동사거리 - 한성예식장삼거리 - 원동 - (원동푸르지오아파트) - 고현동 - 오산고현초등학교
- 평택시
  - 진위면 LG전자 디지털파크 - 지나지고개 - 고현리 - 무봉산 교차로 - 동천 교차로 - 진위육교 - 봉명교
- 용인시
  - 처인구
    - 남사읍 봉명교 - 새말 교차로 - 봉명리 - 서낭당고개 - 유평1 교차로 (남사진위 나들목) - 유평2 교차로

## 중복 구간
- 화성시 팔탄면 팔탄농협 ~ 정남면 정남2교 남단 : 지방도 제318호선과 중복
- 화성시 정남면 정남면행정복지센터 ~ 정남2교 남단 : 지방도 제315호선과 중복
- 오산시 남촌동 남촌오거리 ~ 오산동 운동장사거리 : 국가지원지방도 제82호선과 중복
- 오산시 오산동 운동장사거리 ~ 원동 한성예식장삼거리 : 국도 제1호선, 지방도 제317호선과 중복

## 도로명
- 화성시 우정읍 화수사거리 ~ 팔탄면 (덕우리입구) : 버들로
- 화성시 팔탄면 (덕우리입구) ~ 팔탄검문소앞 교차로 : 온천로
- 화성시 팔탄면 팔탄검문소앞 교차로 ~ 구장삼거리 : 푸른들판로
- 화성시 팔탄면 구장삼거리 ~ 봉담읍 팔탄입구삼거리 : 마당바위로
- 화성시 정남면 (백1리) ~ 정남면행정복지센터 : 시청로
- 화성시 정남면 정남면행정복지센터 ~ (정남2교 남단) : 서봉로
- 화성시 정남면 (정남2교 남단) ~ 오산시 남촌동 남촌오거리 : 가장로
- 오산시 남촌동 남촌오거리 ~ 중앙동 남촌동다리앞 교차로 : 성호대로
- 오산시 오산로 남촌동다리앞 교차로 ~ 운동장사거리 : 오산천로
- 오산시 중앙동 운동장사거리 ~ 대원동 한성예식장삼거리 : 경기대로
- 오산시 대원동 한성예식장삼거리 ~ (원동푸르지오아파트) : 밀머리로
- 오산시 대원동 (원동푸르지오아파트) ~ 평택시 진위면 봉명교 : 남부대로
- 용인시 처인구 남사읍 봉명교 ~ 유평2 교차로 : 천덕산로